# Our Songs
「Our Songs」（アワー・ソングス）は、Buono!の楽曲。同グループ通算10枚目のシングルとして2010年2月3日にポニーキャニオン
から発売された。発売元はポニーキャニオン。

## 概要
センターは鈴木愛理。
初回限定盤はCDとDVD（Our Songs & 3rd Album/We are Buono!ジャケット撮影メイキング）、通常盤はCDの各構成となっている。初回限定盤と通常盤（初回生産分）には、イベント参加抽選シリアルナンバーカードとBuono!オリジナルトレーディングカード（初回･通常絵柄別）が封入。

## 収録曲
1. Our Songs
（作詞：三浦徳子、作曲：つんく、編曲：西川進）
『しゅごキャラパーティー!』エンディングテーマ（2010年1月 - 2010年3月）
2. MIRACLE HAPPY LOVE SONG
（作詞：C.Piece、作曲・編曲：AKIRASTAR）
3. Our Songs（Instrumental）
4. MIRACLE HAPPY LOVE SONG（Instrumental）